# نادينا
نادينا (اسمها عند الولادة نادين ظريفة؛ ولدت في 14 يونيو 1979) هي مغنية وسبّاحة لبنانية، نالت شهرتها لأول مرة عندما كانت طفلة بعد مشاركتها في مهرجان زكينو دورو الغنائي الإيطالي عام 1986 بأغنية الأطفال الشهيرة «طيري طيري يا عصفورة» والتي غنتها باللغتين العربية والإيطالية.

## بداية حياتها
عاشت نادين سنوات طفولتها الأولى في لبنان، وقد كان الغناء أحد هواياتها الرئيسية. عندما كانت بعمر 6 سنوات انضمت إلى فرقة موسيقية يرأسها سالم سحاب، أما الحدث الأبرز الذي ساهم في شهرتها لأول مرة فهو مشاركتها عام 1986 في مهرجان زكينو دورو (Zecchino d'Oro) السنوي الإيطالي بالأغنية ذات الشعبية الواسعة «طيري طيري يا عصفورة».
يقول كاتب كلمات الأغنية الشاعر جوزف أبي ضاهر في مقابلة مع مجلة «الجيش»، أن نادين كانت قد قدمت للجنة المهرجان أغنية كتبها خصيصًا للمناسبة الفنان زكي ناصيف، ولكن اللجنة طلبت أغنية معروفة بين أطفال لبنان وليست أغنية خاصة، فاختارت نادين أغنية «العصفورة» ووافقت اللجنة. بعد ذلك ذهبت نادين مع والدتها إلى شاعر إيطالي اسمه ساندرو تومينيلي (Sandro Tuminelli) لترجمة بعض مقاطع الأغنية إلى الإيطالية حتى تتمكن من تأديتها في المهرجان باللغتين العربية والإيطالية. وقد أدت نادين الأغنية على مسرح المهرجان بمصاحبة فرقة من 35 طفلا وفازت الأغنية التي عنونت بـ"Vola, palombella" بالميدالية الذهبية لأفضل كلمات أغنية أطفال.
في عام 1989 وتحت وطأة الحرب الأهلية اللبنانية، هاجرت نادينا مع عائلتها إلى كندا، وهناك تركت الغناء لفترة وبدأت في ممارسة السباحة حيث احترفت الرياضة واشتركت في عدة مسابقات في كندا والولايات المتحدة ولبنان، إلا أنها تركت السباحة وهي بعمر 18 بسبب إصابة في الظهر، وبدأت بعد ذلك في التركيز على برمجة الكمبيوتر.

## عودتها الفنية
بعد سنوات من ممارسة برمجة الكمبيوتر، قررت نادينا العودة للغناء وإعادة إحياء «طيري طيري يا عصفورة»، فغنت الأغنية باللغتين العربية والإيطالية بعنوان "Vola Palombella" بإيقاع جديد وتعاقدت مع مخرج إيطالي-كندي اسمه سيلفيو بوليو (Silvio Pollio) لتصوير فيديو كليب لها عام 2007 شاهده أكثر من 130 ألف مشاهد على موقع يوتيوب.

## وصلات خارجية
- موقعها الشخصي
- صفحتها على ماي سبيس